# Беверли-роуд (линия Ностранд-авеню, Ай-ар-ти)
|   |   |   |   |
| · | · | · | · |

|   |   |   |   |
| · | · | · | · |

«Беверли-роуд» (англ. Beverly Road) — станция Нью-Йоркского метрополитена, расположенная на линии Ностранд-авеню, Ай-ар-ти. Станция находится на пересечении  Беверли-роуд и Ностранд-авеню в округе Флэтбуш, Бруклин. На станции останавливаются маршруты 2 (круглосуточно) и 5 (в будни днём).
Эта станция была открыта 23 августа 1920 года. Представлена двумя боковыми платформами и двумя путями между ними. Путевые стены покрыты плиткой с коричнево-розовой декоративной линией и оригинальными вставками 1920-х годов. На них изображена буква "B": первая буква названия станции. Также имеются мозаики с полным названием станции "BEVERLY ROAD". В 1950-х годах обе платформы были продлены с учётом возросшей длины поездов IRT. В этой продлённой части имеются названия станции в виде простых серых табличек "BEVERLY ROAD". Балочные колонны станции окрашены в жёлтый цвет, и на них также имеется название станции в виде чёрных табличек.
Каждая платформа имеет свою зону оплаты. Бесплатный переход между направлениями невозможен. Выход с платформы в сторону Манхэттена представляет собой несколько турникетов, расположенных на уровне платформы, и лестницу, ведущую на юго-восточный угол перекрёстка Беверли-роуд и Ностранд-авеню. Зона оплаты платформы южного направления представляет собой два полноростовых турникета только на выход, один полноростовый турникет на выход/вход и одну лестницу, ведущую на юго-западный угол перекрёстка Беверли-роуд и Ностранд-авеню.
Это не единственная станция метро, расположенная на Беверли-роуд. К западу, в месте её пересечения с Восточной 16-й улицей есть ещё одна станция, расположенная на линии BMT Brighton Line и также названная в честь этой улицы. Однако написание названий этих двух станций различается: если на IRT Nostrand Avenue Line станция именуется Beverly Road, то на BMT Brighton Line — Beverley Road. Этот разнобой является отражением существовавшей в прошлом традиции писать название этой улицы по-разному в двух разных её частях.